# 謎樣女友X
《謎樣女友X》，是日本漫畫家植芝理一所繪製的日本漫畫作品。原是在《月刊Afternoon》（講談社）的2004年10月號刊載的單回作品，後來將此篇故事當作第0話。從2006年5月號至2014年11月號期間進行連載。單行本全12卷。
在《月刊Afternoon》2012年2月號中發表了電視動畫化的訊息，2012年4月於TOKYO MX等電視台開播。

## 故事簡介
描寫擁有可以經由口水來傳達感情這樣的特殊能力，使用剪刀是奇異女高中生卜部美琴的興趣、與主角椿明之間的戀愛（？）關係。標題中的「X」是從女主角所使用的剪刀形狀而來。
相較於作者過去的作品多與神話跟神秘要素有重大關連，本作品除了女主角的神祕力量來源依然成謎之外，故事幾乎都環繞著日常校園生活、戀愛情結打轉。另外本作品與哆啦A夢、蜡笔小新等作品相似，故事演進時間軸並沒有隨之移動，主角的時間點始終維持在17歲的高中2年級，到第27話為止，主角等人已經是第3次度過高中2年級的暑假。

## 主要人物
※配音聲優，目前在劇情CD版・TV動畫版是共通的。
椿明
聲優 - 入野自由
都立風見台高校2年A班。在故事中是第一人的男主角。名字由來是有「口水」意味的「唾」這個字的日語訓讀音。
在情不自禁下，舔了卜部美琴上課打瞌睡留在桌上的口水，身體產生了異狀。而以此為契機，展開了一連串的交往（?）故事。在事件之後就必須定期的攝取美琴的口水來防止戀愛病的成癮症狀發生。
超級普通的男高中生，根據好友上野的說法是「運動神經跟成績成雖然都是普普通通、但是本性是個好人」。雖然是隸屬於研究部，但是事實上已經成為幽靈社員。平日為了防止成癮症狀的每日功課，會先與美琴約好後再回家。
家庭狀況方面，在很小的時候母親就已經過世，平常是由大7歳姐姐代母職。本人對於母親幾乎沒記憶。雖然對於與母親的死別之時完全沒有印象，也並沒有任何悲傷的感覺，但是因為美琴的口水的能力，而能將年幼時的悲傷感覺傳達出去。父親則仍然健在，動畫13話以及漫畫第四卷27話皆有登場，本名樁廣行。
卜部美琴
聲優 - 吉谷彩子
转校到椿明班级的神秘少女。性格阴沉，不爱说话，平常总是面无表情，但是内心容易害羞。瀏海遮住自己的眼睛，长相相當可爱，很像偶像明星今井百夏。由於長相相似，甚至被经纪公司抓来當今井百夏的替身，歌唱和舞蹈完全像是職業級藝人。从转学的第一天开始就被贴上了“怪人”的标签。与椿明及丘因为“口水”产生了“羁绊”。经由“口水”将自己的心情和身体状况传达给兩人。有关恋爱的认知非常地单纯，常常会受到丘步子所说的“恋爱故事”的影响。兴趣是用剪刀剪下任何东西，能像西部快槍手一樣迅速剪斷並收回內褲中（如同拔出手枪後再快速收进枪套中），剪刀的技術不是普通人學的起來（丘也一度想試著模仿），通常將剪刀別在內褲上。运动神经非常好，赛跑和游泳都非常快。而且身材非常性感，有裸睡的習慣，原作中保留了椿明的一件衬衣作为睡衣，之後会穿着睡衣睡觉了。对椿明有著很强的独占欲，曾毫不留情地把椿明买的今井百夏写真集剪碎。
上野公平
聲優 - 梶裕貴
都立風見台高校2年A班。明的同學與好友。
是丘的男友，並不知道樁明喜歡卜部的事。
丘步子
聲優 - 廣橋涼
都立風見台高校2年A班。身高143公分。近視很深。
是上野的女友。
另一個與卜部有口水羈絆的人。
由於卜部轉來時被許多人排斥，因此於動畫第四話主動與卜部交流，而因某次巧合剛好撞見卜部與樁的互動。有次卜部因體育課不慎跌倒，由她帶卜部去保健室治療，由於經常到保健室往來，因此習慣放置飲料於保健室，兩人也在那時互相接觸到對方的口水。在那之後也常常與卜部聊天，甚至有時會捉弄她(動畫12話還將卜部的裸照拍下)，也會試著模仿卜部。此外雖身高偏矮，但身材也常常引起班上男同學注目。
椿陽子
聲優 - 福圓美里
明的姐姐，習慣直接叫弟弟明。24歲。
據說以前有個男朋友，拍下來她睡著後流口水的照片。兩人畢業後也分隔兩地。漫畫篇最終於85話得知樁和卜部的關係。
早川愛香
聲優 - 嵨村侑
星之瞳高校2年級學生，樁明國中時同學。
明初中三年喜歡的人。
由於高中時被男友甩而剪短頭髮回來找樁明，得知樁明的女友卜部後，設法將樁明帶到學園祭中的廢棄教室，後來被卜部發現，兩人也在教室內裸體互餵樁明口水，最後因拒絕之淚得知樁並不是她真正想餵口水的人而放棄。

## 出版書籍
| 冊數 | 講談社         | 講談社                                                  | 東立出版社    | 東立出版社             |
| 冊數 | 發售日期       | ISBN                                                    | 發售日期      | ISBN                   |
| ---- | -------------- | ------------------------------------------------------- | ------------- | ---------------------- |
| 1    | 2006年8月23日  | ISBN 978-4-06-314424-0                                  | 2007年11月7日 | ISBN 978-986-10-0445-7 |
| 2    | 2007年6月22日  | ISBN 978-4-06-314457-4                                  | 2007年11月7日 | ISBN 978-986-10-0446-4 |
| 3    | 2008年2月22日  | ISBN 978-4-06-314490-1                                  | 2008年6月24日 | ISBN 978-986-10-1480-7 |
| 4    | 2008年11月21日 | ISBN 978-4-06-314539-7                                  | 2009年2月20日 | ISBN 978-986-10-2877-4 |
| 5    | 2009年8月21日  | ISBN 978-4-06-314583-0                                  | 2010年4月2日  | ISBN 978-986-10-4345-6 |
| 6    | 2010年6月23日  | ISBN 978-4-06-310673-2                                  | 2011年1月14日 | ISBN 978-986-10-5977-8 |
| 7    | 2011年2月23日  | ISBN 978-4-06-310729-6                                  | 2011年9月22日 | ISBN 978-986-10-7458-0 |
| 8    | 2012年2月23日  | ISBN 978-4-06-387806-6 ISBN 978-4-06-358385-4（限定版） | 2012年11月6日 | ISBN 978-986-10-9684-1 |
| 9    | 2012年8月23日  | ISBN 978-4-06-387835-6 ISBN 978-4-06-358391-5（限定版） | 2013年6月27日 | ISBN 978-986-317-867-5 |
| 10   | 2013年5月23日  | ISBN 978-4-06-387885-1                                  | 2014年7月1日  | ISBN 978-986-332-874-2 |
| 11   | 2014年2月21日  | ISBN 978-4-06-387957-5                                  | 2015年2月5日  | ISBN 978-986-348-756-2 |
| 12   | 2014年11月21日 | ISBN 978-4-06-388010-6                                  | 2020年8月7日  | ISBN 978-986-382-427-5 |

小說
（講談社輕小說文庫、佐藤ちはや著）
2012年6月1日發售、ISBN 978-4-06-375234-2

## 電視動畫

### 製作人員
- 原作：植芝理一
- 監督：渡邊步
- 系列構成・腳本：赤尾凸
- 人物設定：小西賢一
- 總作畫監督：金子志津枝
- 色彩設計：岩澤れい子
- 美術監督：池田繁美（Ateliemsa）
- 攝影監督：關谷能弘
- 編集：廣瀨清志
- 音響監督：三間雅文
- 音響效果：三井友和
- 音響制作：Techno Sound
- 音樂：長谷川智樹
- 音樂工作室：STARCHILD
- 動畫製作：Hoods Entertainment
- 製作：風見台高校2年A組

### 主題曲
- 片頭曲

作詞 - 山田稔明 / 作曲・編曲 - 北川勝利 / 歌 - 吉谷彩子
- 片尾曲（放學後的約定）

作詞 - 山田稔明 / 作曲・編曲 - 北川勝利 / 歌 - 吉谷彩子

### 各話列表
| 話數   | 日文標題 | 中文標題           | 分鏡     | 演出     | 作畫監督                   |
| ------ | -------- | ------------------ | -------- | -------- | -------------------------- |
| 第1話  |          | 謎樣女友           | 渡邊步   | 上田繁   | 金子志津枝                 |
| 第2話  |          | 謎樣羈絆           | 渡邊步   | 所俊克   | 磯野智                     |
| 第3話  |          | 謎樣試管           | 小島正幸 | 中智仁   | 坂本千代子 平野勇一        |
| 第4話  |          | 謎樣女孩遇見女孩   | 誌村宏明 | 江島泰男 | 小川一郎                   |
| 第5話  |          | 謎樣初次約會       | 關野昌弘 | 上田繁   | 山中正博 山村俊了          |
| 第6話  |          | 謎樣step up        | 若林信   | 江島泰男 | 高橋瑞香                   |
| 第7話  |          | 謎樣流行感冒       | 小島正幸 | 吉井弘幸 | 吉井弘幸                   |
| 第8話  |          | 謎樣感覺           | 渡邊步   | 所俊克   | 磯野智 赤尾良太郎          |
| 第9話  |          | 謎樣「總感覺有點」 | 山內重保 | 山內重保 | 羽山淳一                   |
| 第10話 |          | 謎樣冒險           | 名村英敏 | 上田繁   | 小林利充                   |
| 第11話 |          | 謎樣校慶           | 誌村宏明 | 中智仁   | 坂本千代子 平野勇一 島千藏 |
| 第12話 |          | 謎樣心動           | 小島正幸 | 江島泰男 | 磯野智 山村俊了            |
| 第13話 |          | 謎樣女友與男友     | 小島正幸 | 上田繁   | 小川一郎                   |
| OAD    |          | 謎樣的夏日祭典     | 小島正幸 |          | 秦洋美 清水奈津子          |

### 播放電視台
日本深夜動畫：下文記載的日本国内播放時間使用日本標準時間（UTC+9）表示。因為部分時間标识會採用30小时制，因此請留意这类超过24:00的时间，其實際播放時間為翌日清晨。
| 播放地區 | 播放電視台   | 播放日期               | 播放時間                   | 所屬聯播網 | 備註       |
| -------- | ------------ | ---------------------- | -------------------------- | ---------- | ---------- |
| 東京都   | TOKYO MX     | 2012年4月7日 - 6月30日 | 星期六 25時30分 - 26時00分 | 獨立UHF局  |            |
| 神奈川縣 | 神奈川電視台 | 2012年4月8日 - 7月1日  | 星期日 25時00分 - 25時30分 | 獨立UHF局  |            |
| 兵庫縣   | SUN電視台    | 2012年4月9日 - 7月2日  | 星期一 24時35分 - 25時05分 | 獨立UHF局  |            |
| 千葉縣   | 千葉電視台   | 2012年4月9日 - 7月2日  | 星期一 25時00分 - 25時30分 | 獨立UHF局  |            |
| 埼玉縣   | 埼玉電視台   | 2012年4月9日 - 7月2日  | 星期一 25時00分 - 25時30分 | 獨立UHF局  |            |
| 京都府   | KBS京都      | 2012年4月9日 - 7月2日  | 星期一 25時30分 - 26時00分 | 獨立UHF局  |            |
| 愛知縣   | 愛知電視台   | 2012年4月9日 - 7月2日  | 星期一 25時30分 - 26時00分 | 東京電視網 |            |
| 日本全域 | AT-X         | 2012年4月10日 - 7月3日 | 星期二 8時30分 - 9時00分   | CS放送     | 有重播     |
| 日本全域 | BS11         | 2012年4月13日 -        | 星期五 23時00分 - 23時30分 | BS放送     | ANIME+節目 |

## 外部連結
- （日語）
- http://www.starchild.co.jp/special/nazokano_x/（页面存档备份，存于）（日語）